# Cawdor Castle
Cawdor Castle er et slot Cawdor i Nairnshire i Skotland. Bygningen blev opført omkring et tower house fra 1400-tallet med omfattende tilføjelser og tilbygninger i de næste århundreder. Oprindeligt var den ejet af Calder-klanen, men den overgik til Campbells i 1500-tallet. Den er fortsat i Cambell-familiens ejerskab og er i dag hjem for enkegrevinde Cawdor, stedmor til Colin Campbell, 7. jarl af Cawdor. 
Borgen er bedst kendt for sin litterære forbindelse til William Shakespeares tragedie Macbeth, hvori hovedpersonen bliver gjort til "Thane of Cawdor". Historien er dog fiktiv, og borgen selv, som aldrig bliver omtalte direkte i Macbeth, blev først bygget mange år efter kong Macbeth fra 1000-talet.
Cawdor Castle er en listed building i klasse A, og jordene er på Inventory of Gardens and Designed Landscapes in Scotland, der er Skotlands nationale liste over vigtige haver og parker.